# Gelis habilis
Gelis habilis là một loài tò vò trong họ Ichneumonidae.